# Mulya Sari (Mesuji)
Mulya Sari is een bestuurslaag in het regentschap Mesuji van de provincie Lampung, Indonesië. Mulya Sari telt 1464 inwoners (volkstelling 2010).